# Tajet
Tajet, auch Tait, Taitet oder Tayet, ist eine altägyptische Göttin der Webkunst. Der Name leitet sich von der ehemaligen ägyptischen Stadt Tait her und bedeutet so viel wie „die von Tait“. Sie stellte insbesondere Mumienbinden für die Einbalsamierung der Verstorbenen her.